# Italiens Grand Prix 1988
Italiens Grand Prix 1988 var det tolfte av 16 lopp ingående i formel 1-VM 1988.

## Resultat
1. Gerhard Berger, Ferrari, 9 poäng
2. Michele Alboreto, Ferrari, 6
3. Eddie Cheever, Arrows-Megatron, 4
4. Derek Warwick, Arrows-Megatron, 3
5. Ivan Capelli, March-Judd, 2
6. Thierry Boutsen, Benetton-Ford, 1
7. Riccardo Patrese, Williams-Judd
8. Mauricio Gugelmin, March-Judd
9. Alessandro Nannini, Benetton-Ford
10. Ayrton Senna, McLaren-Honda (varv 49, kollision)
11. Jean-Louis Schlesser, Williams-Judd
12. Julian Bailey, Tyrrell-Ford
13. Rene Arnoux, Ligier-Judd

### Förare som bröt loppet
- Alain Prost, McLaren-Honda (varv 34, motor)
- Philippe Alliot, Larrousse (Lola-Ford) (33, motor)
- Philippe Streiff, AGS-Ford (31, koppling)
- Bernd Schneider, Zakspeed (28, motor)
- Andrea de Cesaris, Rial-Ford (27, chassi)
- Piercarlo Ghinzani, Zakspeed (25, motor)
- Alex Caffi, BMS Scuderia Italia (Dallara-Ford) (24, motor)
- Yannick Dalmas, Larrousse (Lola-Ford) (17, kylare)
- Pierluigi Martini, Minardi-Ford (15, motor)
- Satoru Nakajima, Lotus-Honda (14, motor)
- Luis Pérez Sala, Minardi-Ford (12, växellåda)
- Nelson Piquet, Lotus-Honda (11, koppling)
- Nicola Larini, Osella (2, motor)

### Förare som ej kvalificerade sig
- Jonathan Palmer, Tyrrell-Ford
- Stefan "Lill-Lövis" Johansson, Ligier-Judd
- Gabriele Tarquini, Coloni-Ford
- Stefano Modena, EuroBrun-Ford

### Förare som ej förkvalificerade sig
- Oscar Larrauri, EuroBrun-Ford

## VM-ställning
| Förarmästerskapet 1. Ayrton Senna, McLaren-Honda, 75 2. Alain Prost, McLaren-Honda, 72 3. Gerhard Berger, Ferrari, 37 | Konstruktörsmästerskapet 1. McLaren-Honda, 147 2. Ferrari, 59 3. Benetton-Ford, 23 |